# Ялтинські доньки
«Ялтинські доньки. Черчиллі, Рузвельти та Гаррімани:  історія про любов і війну» (англ. The Daughters of Yalta: The Churchills, Roosevelts and Harrimans: A Story of Love and War) — книжка американської історикині Кетрін Ґрейс Кац, що вийшла 29 вересня 2020 року у видавництві Houghton Mifflin Harcourt.
У книжці розповідається про Сару Черчилль (дочку Вінстона Черчилля), Анну Рузвельт (дочку Франкліна Делано Рузвельта) і Кетлін Гарріман (дочку В. Аверелла Гаррімана) — усі вони супроводжували своїх батьків на Ялтинській конференції, де відігравали неофіційні, але все ж важливі ролі.

## Прийняття
Publishers Weekly похвалив книжку як «свіжий погляд на вирішальний момент в історії Другої світової та холодної війни» і назвав її однією з найкращих науково-популярних книжок 2020 року.
Дженнет Конант, рецензуючи книжку для The New York Times, сказала, що вона «розважальна» і «насичена яскравими особистостями (та) інсайдерськими спостереженнями про ключовий момент в історії».
Мойра Годжсон, яка писала для The Wall Street Journal, високо оцінила книжку як «майстерно написану та ретельно досліджену».

## Переклад українською
2024 року у видавництві «Наш Формат» вийшов український переклад книжки. Перекладачка — Олена Замойська.